# 海德堡 (明尼蘇達州)
海德堡（英語：Heidelberg）是一個位於美國明尼蘇達州勒蘇爾縣的城市。

## 歷史
海德堡於1878年成立，1894年升格為城市。此地得名自德國城市海德堡。海德堡的郵局於1872年設立，其後於1903年停運。

## 人口
根據2020年美國人口普查的數據，海德堡的面積為1.36平方千米，皆為陸地。當地共有人口137人，而人口密度為每平方千米101人。